# Giro d'Itàlia de 1924
El Giro d'Itàlia de 1924 fou la dotzena edició del Giro d'Itàlia i es disputà entre 10 de maig i l'1 de juny de 1924, amb un recorregut de 3.613 km distribuïts en 12 etapes. 90 ciclistes, tots italians, hi van prendre part, acabant-la 30 d'ells. L'inici i final de la cursa fou a Milà.
En aquesta edició es fa la incursió més gran fins al sud de la península Itàlica feta pel Giro fins al moment, en arribar a Tàrent. L'edició no va comptar amb la presència d'equips organitzats per desavinences en els sous amb l'organització, La Gazzetta dello Sport, la qual hagué de gestionar tots els detalls de la cursa i la manutenció dels ciclistes.
Giuseppe Enrici, guanyador de dues etapes i tercer en l'edició de 1922, es va adjudicar aquesta edició del Giro d'Itàlia, amb quasi una hora al davant de Federico Gay i d'Angiolo Gabrielli, tercer classificat.
A la cursa hi va prendre part l'única dona que ha corregut el Giro junt amb els homes: Alfonsina Strada, que va prendre la sortida amb el número 72. En les 7 etapes que finalitzà sols arribà última en dues d'elles, però en la 8a etapa, amb final a Perusa, superà el temps màxim establert, per la qual cosa hagué d'abandonar. L'organització li va permetre continuar corrent, però sense número, rebent nombroses mostres de felicitació fins a l'arribada a Milà.

## Classificació general
| Classificació General                 | Classificació General     | Classificació General | Classificació General |
| Pos.                                  | Ciclista                  | Temps                 |                       |
| ------------------------------------- | ------------------------- | --------------------- | --------------------- |
| 1                                     | Giuseppe Enrici (ITA)     | 143h 43' 47"          |                       |
| 2                                     | Federico Gay (ITA)        | + 58' 21"             |                       |
| 3                                     | Angiolo Gabrielli (ITA)   | + 1h 56' 53"          |                       |
| 4                                     | Secondo Martinetto (ITA)  | + 2h 13' 51"          |                       |
| 5                                     | Enea dal Fiume (ITA)      | + 2h 19' 00"          |                       |
| 6                                     | Gianbattista Gilli (ITA)  | + 2h 59' 20"          |                       |
| 7                                     | Vitaliano Lugli (ITA)     | + 3h 28' 32"          |                       |
| 8                                     | Giovanni Rossignoli (ITA) | + 3h 29' 08"          |                       |
| 9                                     | Ottavio Pratesi (ITA)     | + 4h 03' 00"          |                       |
| 10                                    | Alfredo Sivocci (ITA)     | + 4h 03' 36"          |                       |
| 90 participants, 30 acabaren la cursa |                           |                       |                       |

## Etapes
| Etapa | Recorregut         | Km  | Vencedor d'etapa        | Líder de la general   |
| ----- | ------------------ | --- | ----------------------- | --------------------- |
| 1a    | Milà – Gènova      | 300 | Bartolomeo Aymo (ITA)   | Bartolomeo Aymo (ITA) |
| 2a    | Gènova - Florència | 307 | Federico Gay (ITA)      | Bartolomeo Aymo (ITA) |
| 3a    | Florència - Roma   | 284 | Federico Gay (ITA)      | Federico Gay (ITA)    |
| 4a    | Roma - Nàpols      | 249 | Adriano Zanaga (ITA)    | Federico Gay (ITA)    |
| 5a    | Potenza - Tàrent   | 265 | Federico Gay (ITA)      | Federico Gay (ITA)    |
| 6a    | Tàrent - Foggia    | 230 | Federico Gay (ITA)      | Federico Gay (ITA)    |
| 7a    | Foggia - L'Aquila  | 304 | Giuseppe Enrici (ITA)   | Giuseppe Enrici (ITA) |
| 8a    | L'Aquila - Perusa  | 296 | Giuseppe Enrici (ITA)   | Giuseppe Enrici (ITA) |
| 9a    | Perusa - Bolonya   | 280 | Arturo Ferrario (ITA)   | Giuseppe Enrici (ITA) |
| 10a   | Bolonya - Rijeka   | 415 | Romolo Lazzaretti (ITA) | Giuseppe Enrici (ITA) |
| 11a   | Rijeka - Verona    | 366 | Arturo Ferrario (ITA)   | Giuseppe Enrici (ITA) |
| 12a   | Verona - Milà      | 313 | Alfredo Sivocci (ITA)   | Giuseppe Enrici (ITA) |